# Rockumentaire
De term rockumentaire is een neologisme dat ontstaan is uit een samentrekking (een porte-manteauwoord) van rock en documentaire. Het is een televisieprogramma of documentaire over een rockartiest of bijvoorbeeld rock in het algemeen. De term werd door Rob Reiner in zijn film This Is Spinal Tap gebruikt. 

## Voorbeelden van rockumentaires
- Monterey Pop (Monterey Pop Festival)
- Woodstock (Woodstock (muziekfestival))
- The Last Waltz (laatste concert van The Band)
- Gimme Shelter (The Rolling Stones in Altamont)
- Metal: A Headbanger's Journey (verschillende artiesten)
- Global Metal (verschillende metalbands over de gehele wereld)
- Stop Making Sense (Talking Heads)
- The Kids Are Alright (The Who)
- The Song Remains the Same (Led Zeppelin)
- Dont Look Back (Bob Dylan)
- Some Kind of Monster (Metallica)
- Rattle and Hum (U2)
- en de parodie of mockumentary This Is Spinal Tap.

MTV had eind jaren tachtig, begin jaren negentig een serie getiteld Rockumentary. Sommige van de artiesten die er verschenen waren: AC/DC (1991), Aerosmith (1990), Eric Clapton (1990), Def Leppard (1988), Don Henley (1990), Rod Stewart (1988), Pink Floyd (1989), Mötley Crüe (1989), Genesis (1992), Metallica (1992 en 1996), The Rolling Stones, Madonna, Led Zeppelin, The Doors en Van Halen.

## Noot
1. ↑  (en)  The History of Rock and Roll Demo, Reelradio. Gearchiveerd op 20 juni 2009.